# Mistrovství Evropy ve vodním pólu 2012
Mistrovství Evropy ve vodním pólu za rok 2012 proběhlo v Eindhovenu, Nizozemsko ve dnech 16. až 29. ledna 2012.

## Česká stopa
Mužská a ženská reprezentace se na letošní mistrovství Evropy nekvalifikovala. 

## Medailisté
| Muži | Zlato | Stříbro | Bronz |
| ---- | --- | --- | --- |
| Tým  | Srbsko (SRB) (Slobodan Soro, Aleksa Šaponjić, Živko Gocić, Vanja Udovičić, Miloš Ćuk, Duško Pijetlović, Slobodan Nikić, Milan Aleksić, Nikola Rađen, Filip Filipović, Andrija Prlainović, Stefan Mitrović, Branislav Mitrović, ??? (n), ??? (n))                                    | Černá Hora (MNE) (Zdravko Radić, Draško Brguljan, Vjekoslav Pasković, Antonio Petrović, Filip Klikovać, Aleksandar Radović, Mlađan Janović, Nikola Janović, Aleksandar Ivović, Boris Zloković, Vladimir Gojković, Predrag Jokić, Miloš Šćepanović, ??? (n), ??? (n))                                                            | Maďarsko (HUN) (Zoltán Szécsi, Gergely Katonás, Norbert Madaras, Dénes Varga, Tamás Kásás, Norbert Hosnyánszky, Gergő Kiss, Márton Szivós, Dániel Varga, Péter Biros, Ádám Steinmetz, Balázs Hárai, László Baksa, ??? (n), ??? (n))                                      |
| Ženy | Zlato | Stříbro | Bronz |
| Tým  | Itálie (ITA) (Elena Gigliová, Simona Abbateová, Elisa Casanovaová, Rosaria Aiellová, Elisa Queirolová, Allegra Lapiová, Tania Di Mariová, Roberta Bianconiová, Giulia Emmolová, Giulia Rambaldiová, Aleksandra Cottiová, Teresa Frassinettiová, Giulia Gorlerová, ??? (n), ??? (n)) | Řecko (GRE) (Eleni Kuvdisová, Christina Cukalasová, Antiopi Melidonisová, Ilektra Psounisová, Kyriaki Liosisová, Alkisti Avramidisová, Alexandra Asimakisová, Antigoni Rumbesisová, Angeliki Gerolymisová, Triantafyllia Manoliudakisová, Stavrula Antonakisová, Georgia Larasová, Chrysula Diamantopulosová, ??? (n), ??? (n)) | Maďarsko (HUN) (Flóra Bolonyaiová, Dóra Csabaiová, Dóra Antalová, Hanna Kistelekiová, Gabriella Szűcsová, Orsolya Takácsová, Rita Drávuczová, Rita Keszthelyiová, Ildikó Tóthová, Barbara Bujkaová, Anna Illésová, Kata Menczingerová, Edina Ganglová, ??? (n), ??? (n)) |

pozn. Dva hráči ze sestav byli nehrajícími náhradníky tj. náhradníci na tribuně, nebo necestujující náhradníci připraveni na telefonu dorazit v případě zranění.